# 2500 років Євпаторії (монета)
«2500 ро́ків Євпато́рії» — ювілейна монета номіналом 5 гривень, випущена Національним банком України, присвячена цьому стародавньому місту. Наприкінці VI — початку V ст. до н. е. під час грецької колонізації виникло античне місто Керкінітида. Уперше в письмових джерелах про нього згадує Гекатей Мілетський, пізніше — Геродот, Птолемей, Арріан. Нині Євпаторія — це всеукраїнська дитяча оздоровниця, кліматичний і бальнеогрязьовий курорт.
Монету введено в обіг 24 липня 2003 року. Вона належить до серії «Стародавні міста України».

## Опис монети та характеристики
| Номінал грн. | Метал      | Маса, г | Діаметр, мм | Якість виготовлення | Гурт     | Тираж, штук |
| ------------ | ---------- | ------- | ----------- | ------------------- | -------- | ----------- |
| 5            | нейзильбер | 16,54   | 35,0        | звичайна            | рифлений | 30 000      |

### Аверс
На аверсі монети стилізоване зображення сонця і моря, угорі розміщено рік карбування монети «2003», під яким — малий малий Державний Герб України, написи: «УКРАЇНА», «5 ГРИВЕНЬ» та логотип Монетного двору Національного банку України.

### Реверс

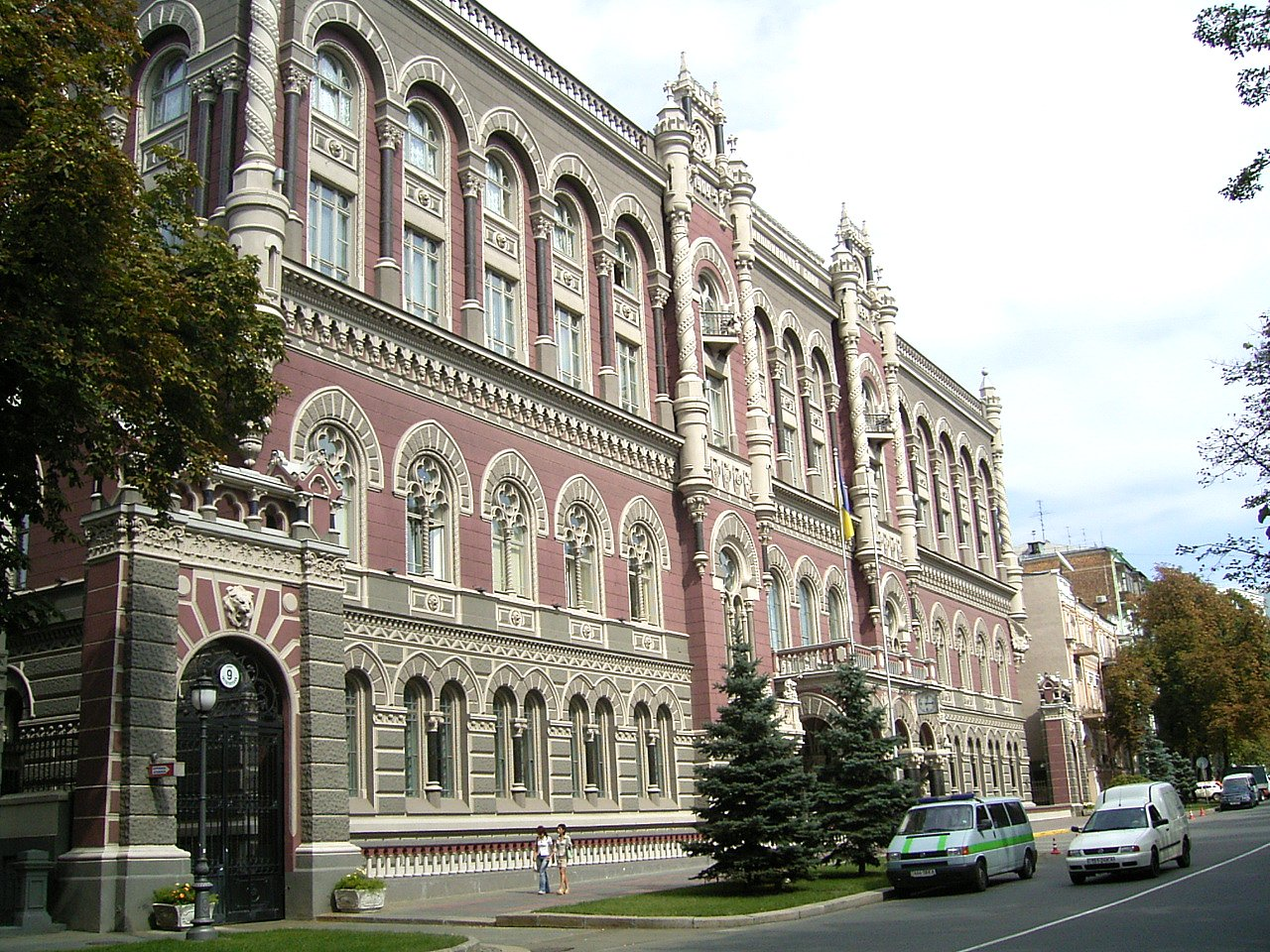
Будівля Національного банку України

На реверсі монети на тлі моря у верхній частині монетного поля розміщено колаж із зображенням пам'яток архітектури та сучасних споруд, у центрі — напис у два рядки: «ЄВПАТОРІЯ», «2500 років», на передньому плані — амфора, а на ній — мартин.

## Автори
- Художник — Атаманчук Володимир.
- Скульптор — Атаманчук Володимир.

## Вартість монети
Під час введення монети в обіг 2003 року, Національний банк України розповсюджував монету через свої філії за номінальною вартістю — 5 гривень.
Фактична приблизна вартість монети, з роками змінювалася так:
| Рік        | 2010 | 2011 | 2012 | 2013 | 2014 | 2015 | 2016 | 2017 | 2018 | 2019 | 2020 | 2021 | 2022 | 2023  | 2024  | 2025  |
| ---------- | ---- | ---- | ---- | ---- | ---- | ---- | ---- | ---- | ---- | ---- | ---- | ---- | ---- | ----- | ----- | ----- |
| Ціна, грн. | 95   | 150  | 170  | 230  | 260  | 450  | 550  | 550  | 650  | 660  | 640  | 740  | 700  | 1 000 | 2 100 | 2 100 |